# Manuel Senni
Manuel Senni (Cesena, 11 marzo 1992) è un ex ciclista su strada italiano, professionista dal 2015 al 2021.

## Carriera
Dopo aver vinto le prime due tappe del Giro della Valle d'Aosta 2014, poi concluso al terzo posto, passa professionista nel 2015 con la formazione World Tour statunitense BMC Racing Team. In stagione è quinto ai campionati italiani a cronometro, e partecipa al Giro di Lombardia. Nel 2016 viene selezionato dalla BMC per prendere parte al Giro d'Italia, e si piazza anche undicesimo al Tour of Utah.
A inizio 2017 assieme ai compagni della BMC vince la prima tappa della Volta a la Comunitat Valenciana, una cronometro a squadre di 37,9 km. Essendo transitato in testa sul traguardo indossa, per la prima volta da quando è professionista, la maglia di capoclassifica di una corsa a tappe. Il giorno successivo perde la maglia in favore del compagno Greg Van Avermaet ma si mantiene ai primi posti della classifica e sull'arrivo in salita di Llucena del Cid, vinto da Nairo Quintana, si piazza undicesimo issandosi sul podio generale, terzo a 32" dal colombiano, e vestendo la maglia bianca di miglior giovane, risultati che conferma nella successiva e conclusiva tappa. Nel prosieguo della stagione ottiene la prima vittoria da professionista imponendosi nella classifica finale della Colorado Classic, breve corsa a tappe statunitense.
Annuncia il ritiro dall'attività professionistica a fine 2021, dopo una stagione con l'Amore & Vita, a causa dei tanti problemi fisici e infortuni patiti dal 2019 e iniziando a gareggiare in diverse granfondo ciclistiche. Nel 2023 si è imposto nella celebre Ötztaler Radmarathon così come nella Sportful Dolomiti Race.

## Palmarès
- 2009 (Juniores)[6]

Memorial Manuel Baroni
Giro delle Ceramiche
Gran Premio Medri Casalinghi
- 2010 (Juniores)[7]

Memorial Ivo Censi
Coppa Achille Grandi
Trofeo M. Gordini
Trofeo Poggiano
Gran Premio Mocaiana - Memorial Giuseppe Procacci
Memorial Giancarlo e Claudio Ceppi
3ª tappa Giro di Basilicata (Bella)
- 2014 (Team Colpack, due vittorie)

1ª tappa Giro della Valle d'Aosta
2ª tappa Giro della Valle d'Aosta
- 2017 (BMC Racing Team, una vittoria)

Classifica generale Colorado Classic

### Altri successi
- 2014 (Team Colpack)

Classifica a punti Giro della Valle d'Aosta
- 2017 (BMC Racing Team)

1ª tappa Volta a la Comunitat Valenciana (Orihuela, cronosquadre)
Classifica giovani Volta a la Comunitat Valenciana
- 2018 (Bardiani - CSF)

Classifica scalatori Tour du Poitou-Charentes

## Piazzamenti

### Grandi Giri
- Giro d'Italia

2016: 76º
2017: 79º
2018: ritirato (15ª tappa)
2019: 59º

### Classiche monumento
- Giro di Lombardia

2015: 92º
2017: ritirato
2018: 55º
2020: fuori tempo massimo